# NGC 96
NGC 96 (ook wel PGC 1429 of MCG 4-2-14) is een lensvormig sterrenstelsel in het sterrenbeeld Andromeda die op ongeveer 283 miljoen lichtjaar afstand van de Aarde staat.
NGC 96 werd op 24 november 1884 ontdekt door de Franse astronoom Guillaume Bigourdan.